# Allacta immunda
Allacta immunda es una especie de cucaracha del género Allacta, familia Ectobiidae. Fue descrita científicamente por Brunner von Wattenwyl en 1893.

## Distribución
Esta especie se encuentra en Myanmar, Malasia e Indonesia.